# Хорнсби, Роджерс
Роджерс Хорнсби — старший (англ. Rogers Hornsby, Sr., 27 апреля 1896 — 5 января 1963) — американский профессиональный бейсболист, менеджер и тренер, который 23 сезона провёл в Главной лиге бейсбола (МЛБ), где выступал за клубы «Сент-Луис Кардиналс» (1915—1926, 1933), «Нью-Йорк Джайентс» (1927), «Бостон Брэйвз» (1928), «Чикаго Кабс» (1929—1932) и «Сент-Луис Браунс» (1933—1937). За свою карьеру Хорнсби сделал 2930 хитов и 301 хоум-ран, а его средний процент отбивания составил 35,8 %. Он дважды становился самым ценным игроком Национальной лиги (MVP), а в 1926 году стал чемпионом Мировой серии в составе «Сент-Луис Кардиналс».
До прихода в МЛБ Хорнсби выступал за разные полупрофессиональные команды и в низших бейсбольных лигах. В 1915 году он дебютировал в МЛБ за «Сент-Луис Кардиналс», где провёл 12 сезонов. В этот период он выиграл свой первый титул MVP и стал чемпионом Мировой серии. По окончании сезона 1926 года Роджерс провёл один год в «Нью-Йорк Джайентс» и год в «Бостон Брэйвз» после чего был обменян в «Чикаго Кабс». В «Кабс» Хорнсби провёл четыре сезона и завоевал ещё один титул самого ценного игрока. В 1933 году он вновь вошёл в состав «Кардиналс», но вскоре был уволен после чего оказался в «Сент-Луис Браунс», где оставался до самого конца своей профессиональной карьеры. С 1932 по 1937 год Хорнсби также работал менеджером. После завершения игровой карьеры он работал менеджером «Браунс» в 1952 году и «Цинциннати Редс» с 1952 по 1953 год.
Хорнсби считается одним из самых лучших отбивающих в истории бейсбола. Его процент отбивания (35,8 %) является вторым в истории МЛБ после Тайя Кобба. Он также дважды становился обладателем Тройной короны. Хорнсби является единственным игроком, который смог за один сезон сделать 40 хоум-ранов и при этом имея процент отбивания выше 40,0 % (1922 год). Его средний процент отбивания в сезоне 1924 года составлял 42,4 % — показатель, который с тех пор никто не превзошёл. За его заслуги он был включён в Национальный бейсбольный Зал славы в 1942 году.

## Ранние годы
Хорнсби родился в городке Уинтерс (штат Техас, США) в семье Эда и Мэри (Роджерс) Хорнсби, где был младшим из шести детей. Когда Роджерсу было два года его отец умер, а ещё через четыре года его семья переехала в Форт-Уэрт (Техас), где, чтобы финансово помочь семье, его братья стали работать в мясоперерабатывающей промышленности.
Хорнсби стал играть в бейсбол ещё в юном возрасте; однажды он сказал: «Я не помню ничего до того времени, как стал играть в бейсбол». В десятилетнем возрасте Роджерс стал работать посыльным на мясоперерабатывающей фабрике Swift and Company. В то же время он был запасным инфилдером в бейсбольной команде и к пятнадцатилетнему возрасту уже успел поиграть в нескольких полупрофессиональных командах. До 10-го класса Хорнсби также выступал за школьную бейсбольную команду, после чего покинул обучение, чтобы работать полный рабочий день в Swift and Company. В школе он также играл в американский футбол и был в одной команде с будущим членом Зала славы студенческого футбола Бо Макмиллином.

## Профессиональная карьера

### Выступления в низших бейсбольных лигах
В 1914 году старший брат Роджерса Эверетт, игрок одной из команд низшей бейсбольной лиги, организовал для него просмотр в клубе «Даллас Стирс» из Техасской лиги. В результате его взяли в команду, но он практически не выходил на поле и через две недели был уволен. После этого Хорнсби подписал контракт с клубом «Хьюго Скаутс» из Техасско-Оклахомской лиги класса Д. В новой команде он выступал на позиции шорт-стопа, получая 75$ в месяц. Однако ещё до конца сезона команда была расформирована, а его контракт был продан к клубу «Денисон Чемпионс» из той же лиги за 125 долларов. Выступая в сезоне 1914 года за две команды его средний процент отбивания составил 23,2 % и он совершил 24 ошибки в 113 играх.
В 1915 году «Чемпионс» сменили название на «Денисон Рейлроадс» и присоединились к Западной ассоциации. Команда увеличила ему оплату до 90 долларов в месяц. Результативность Хорнсби во втором сезоне за клуб улучшилась: он стал отбивать уже в 27,7 % выходах на биту, но все равно совершил 58 ошибок в 119 играх. Несмотря на это «Рейлроадс» удалось завоевать титул чемпиона Западной ассоциации. В конце сезона журналист Sporting News написал, что Хорнсби является одним из немногих игроков Западной ассоциации, демонстрирующих игру уровня главной лиги.

### 1915—1919

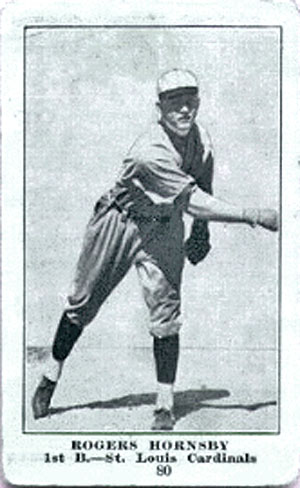
Роджерс Хорнсби в составе «Сент-Луис Кардиналс» в 1917 году

Хорнсби привлёк к себе внимание «Сент-Луис Кардиналс» во время весенних тренировок 1915 года, в рамках которых его команда «Рейлроадс» провела несколько товарищеских игр с «Кардиналс». Менеджер Сент-Луиса Миллер Хаггинс попросил своего единственного скаута Боба Коннери подобрать нескольких игроков из низших лиг, чтобы дополнить состав не слишком успешной в финансовом плане команды. В сентябре «Кардиналс» выкупили контракт Хорнсби у Денисона и включили его в свой состав, несмотря на то, что он имел опыт выступления только в лиге класса Д. Свою первую игру на высшем уровне Роджерс провёл 10 сентября, когда он вышел на замену шорт-стопа Арта Батлера в игре против «Цинциннати Редс». Три дня спустя он впервые вышел в стартовом составе и смог сделать первый хит, отбив подачу питчера «Бруклин Робинс» Рубе Маркварда. В своём первом сезоне за «Кардиналс» Хорнсби 57 раз выходил на биту, а его процент отбивания составил 24,6 %. В свои 19 лет Хорнсби был четвёртым самым молодым игроком в Национальной лиге.
В 1916 году «Кардиналс» взяли ещё одного шорт-стопа Роя Корхана из команды лиги Восточного побережья «Сан-Франциско Силз». Таким образом Хорнсби стал одним из трёх кандидатов на позицию шорт-стопа в команде. Благодаря своей игре в весенних тренировках, травме плеча Корхана и плохим показателям Батлера, в первый день регулярного чемпионата в стартовом составе «Кардиналс» вышел именно Роджерс. В этот день, благодаря его двум RBI, «Кардиналс» одержали победу над «Питтсбург Пайрэтс» со счётом 2:1. 14 мая он выбил свой первый хоум-ран в высшей лиге, отбив подачу питчера Бруклина Джеффа Пфеффера за пределы игрового поля. В течение сезона его несколько раз переставляли на разные позиции, пока он окончательно не закрепился на позиции игрока третьей базы, на которой и провёл большую часть второй половины чемпионата. В конце сезона он был вынужден пропустить 11 игр из-за вывиха лодыжки. Сезон 1916 года он закончил с процентом отбивания 31,3 (четвёртый показатель в НЛ) и сделал 15 триплов — всего на один меньше, чем у лидера лиги.
После возвращения Корхана обратно в Сан-Франциско и увольнения Батлера Хорнсби вернулся на позицию шорт-стопа. Отыграв почти все игры первого месяцы чемпионата, Хорнсби был вынужден ненадолго покинуть расположение команды, чтобы посетить похороны своего брата Уилльяма, который был застрелен в салуне. Роджерс посетил похороны, проходившие 1 июня, и вернулся в «Кардиналс» уже 3 июня. Этот пропуск стал для него единственным в этом чемпионате. В сезоне его процент отбивания ещё улучшился — 32,7 % (второй показатель в лиге) и он стал лидером лиги по триплам (17), количеству баз (253) и проценту сильных ударов (48,4 %).
В 1918 году многие бейсболисты были призваны в армию и для участия в Первой мировой войне. Однако Хорнсби была дана отсрочка, так как он финансово поддерживал свою семью. В межсезонье Миллер Хаггинс покинул команду из-за разногласий с руководством клуба и перешёл в «Нью-Йорк Янкис». Его место занял бывший менеджер «Индианаполис Индианс» Джек Хендрикс, приведший в прошлом году свою команду к чемпионскому титулу в Американской ассоциации. Хорнсби считал, что у Хендрикса не хватает опыта для руководства «Кардиналс», из-за чего между двумя мужчинами началась вражда. Под руководством нового менеджера процент отбивания Роджерса упал до 28,1 %. У него также стали возникать проблемы и за пределами поля. 17 июня Хорнсби толкнул машиной жителя Сент-Луиса Френка Роуи, когда тот попытался перейти дорогу на переходе. Роуи подал иск в суд на Хорнсби, требуя 15 000 долларов. В итоге дело было закрыто по обоюдной договорённости после того, как Хорнсби согласился выплатить ему меньшую сумму, величина которой не разглашалась. По итогам 1918 года Роджерс оставался среди лидеров лиги по количеству триплов и проценту сильных ударов, но из-за того, что «Кардиналс» окончили чемпионат на последнем месте, он объявил, что больше не будет выступать под руководством Хендрикса. Частично из-за ультиматума Роджерса по окончании сезона Хендрикс был уволен, а его место занял президент «Кардиналс» Бранч Рики.
В 1919 году «Кардиналс» подписали контракт с ещё одним шорт-стопом Доком Лэваном и на весенних тренировках Рики попытался заиграть Хорнсби на позиции игрока второй базы, но, в итоге, Роджерс провёл большую часть сезона на позиции игрока третьей базы. В начале сезона у него был плохой процент отбивания, но к июню он улучшил свои показатели и к концу сезона довёл средний процент до 31,8 % — второй показатель в лиге, а также занял второе место по количеству баз и RBI.

### 1920—1926
В 1920 году Рики перевёл Хорнсби на позицию игрока второй базы, на которой Роджерс впоследствии выступал до конца своей карьеры. Сезон 1920 года он начал с серии из 14 игр, в каждой из которых он делал хотя бы один хит. 4 июня в игре против «Чикаго Кабс», закончившейся со счётом 5:1, он сделал два трипла и два RBI и помог команде прервать серию из 11 побед питчера Гровера Кливленда Александра. В этом сезоне Хорнсби впервые в своей карьере стал лучшим отбивающим в лиге (37,0 %), а также был лидером по проценту попадания на базу (43,1 %), проценту сильных ударов (55,9 %), хитам (218), количеству баз (329), даблам (44) и RBI (94).
Начало эры «живого» мяча привело к увеличению статистических показателей отбивающих в высшей лиги и помогло Хорнсби также улучшить свои показатели в сезоне 1921 года. В этом году он отбивал с процентом 39,7 и выбил 21 хоум-ран (второй показатель в лиге) — более чем в два раза больше, чем обычно за сезон. Он вновь был лидером по проценту попадания на базу (45,8 %), проценту сильных ударов (63,9 %), набранным очкам (131), RBI (126), даблам (44) и триплам (18). Игру 10 сентября против «Питтсбург Пайрэтс» «Кардиналс» посвятили своему лучшему отбивающему и перед игрой наградили его множеством наград и подарили ценные призы, включая бейсбольный мяч с автографом президента США Уоррена Гардинга. В этом матче «Кардиналс» одержали победу над «Пайрэтс» со счётом 12:4, а Хорнсби выбил хоум-ран и сделал два дабла.

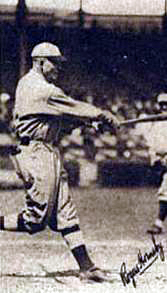
Роджерс Хорнсби изображённый на бейсбольной карточке 1922 года

К сезону 1922 года Хорнсби уже несколько раз был лидером лиги по проценту отбивания, хитам, даблам, RBI и считался большой звездой. Он потребовал трёхлетний контракт, планируя получать 25 000 долларов в год. В итоге Роджерс сошёлся с руководством клуба на 18 500 долларах в год, став на тот момент самым высокооплачиваемым игроком в истории лиги. В сезоне 1922 года он стал первым игроком, выбившим более 40 хоум-ранов и имевшим процент отбивания более 40 %. 5 августа Хорнсби установил новый рекорд НЛ, выбив 28-й хоум-ран в одном сезоне. С 13 августа по 19 сентября у него была череда из 33 игр, в каждой из которой он делал хотя бы один хит. Сезон он завершил с новым рекордом НЛ по хоум-ранам (42), хитам (25) и проценту сильных ударов (72,2 %). Он выиграл свою первую из двух тройных корон и стал лидером лиги по проценту отбивания (40,1 %), RBI (152), проценту попадания на базу (45,9 %), даблам (46) и набранным очкам (141). За сезон он достиг 450 баз — лучший показатель в истории НЛ. Но Хорнсби демонстрировал хорошую игру не только в нападении, но и в защите. Он стал лидером среди игроков второй базы по количеству пут-аутов, дабл-плейев и проценту филдинга. Его результаты, показанные в 1922 году остаются одними из лучших в истории МЛБ, а 42 хоум-рана — лучшим достижением среди игроков, реализовавших более 40 % выходов на биту.
8 мая 1923 года в игре против «Филлис» во время одного из бросков Хорнсби получил травму левого колена. На поле он вернулся спустя 10 дней, но уже 26 мая из-за рецидива травмы был вынужден покинуть команду на две недели. В августе у Хорнсби произошёл неприятный инцидент с Рики. Во время матча, когда Роджерс находился на третьей базе, Рики отдал приказ отбивающему не отбивать следующую подачу, хотя Хорнсби считал, что тот должен был ударить по мячу. После игры в подтрибунных помещениях между Хорнсби и Рики завязалась драка, но их быстро растащили другие игроки. В конце сезона Роджерс пропустил несколько игр из-за травмы, хотя руководство «Кардиналс» и врач команды не считали её серьёзной, в результате чего он был оштрафован на 500 долларов и отстранён от последних пяти игр регулярного чемпионата. Несмотря на скомканный сезон, Хорнсби в четвёртый раз стал лидером НЛ по среднему проценту отбивания (38,4 %), а также вновь стал лидером лиги по проценту попадания на базу (45,9 %) и проценту сильных ударов (62,7 %).
В сезоне 1924 года процент отбивания у Хорнсби повысился до 42,4 % — самый большой показатель со времён начала эры «живого» мяча и шестой показатель в истории МЛБ. За сезон он сделал 89 пробежек (лидер лиги), а его процент попадания на базу составил 50,7 %. Его процент сильных ударов составил 69,6 %, он набрал 121 очко, сделал 227 хитов, 43 дабла и выбил 25 хоум-ранов. В этом году НЛ ввела награду самого ценного игрока и, хотя считалось, что Хорнсби станет её первым обладателем, руководство лиги решило вручить её Дэззи Вэнсу. Джек Райдер — голосующий от Цинциннати вычеркнул фамилию Хорнсби из списка, так как считал, что хотя на бумаге Роджерс достоин быть МВП, но он не командный игрок. В 1962 году Ассоциация бейсбольных журналистов Америки ретроспективно назвала его самым ценным игроком 1962 года.
В 1925 году владелец «Кардиналс» Сэм Бридон уволил Рики с поста менеджера и предложил этот пост Хорнсби. Вначале Роджерс отказался от этой должности, но, узнав, что Рики в случае своего увольнения собирается продать свою долю акций клуба, Хорнсби согласился на эту работу с условием, что Бридон поможет ему купить долю Бранча. Бридон согласился и Хорнсби стал новым менеджером «Кардиналс». Роджерс закончил регулярный чемпионат, став второй раз в своей карьере чемпионом Тройной короны, а также установив рекорд НЛ по проценту сильных ударов (75,6 %). В этом году он всё-таки стал обладателем награды самого ценного игрока, получив 75 голосов из 80 возможных. «Кардиналс» же закончили сезон на четвёртом месте, одержав в сезоне более 50 % побед, а при Хорнсби на посту менеджера выиграли 64, проиграв 51 игру. В этом же году его жена Дженетт родила сына, которого пара назвала Билли.
Несмотря на то, что в сезоне 1926 года показатели в нападении у Хорнсби понизились, Сент-Луис впервые в своей истории завоевали титул чемпиона НЛ. В Мировой серии «Кардиналс» одержали победу над «Янкис» в семи играх; в решающий момент серии Хорнсби выбил из игры Бейба Рута, принеся «Сент-Луис Кардиналс» первый в истории клуба чемпионский титул. В межсезонье Хорнсби попытался договориться о новом контракте, запросив 150 000 долларов за последующие три года. Бридон же согласился подписать только однолетний контракт на 50 000 долларов. Когда Роджерс отказался идти на уступки, 20 декабря 1926 года руководство «Кардиналс» обменяло его в «Нью-Йорк Джайентс» на Френки Фриша и Джимми Ринга. Но эта сделка была быстро приостановлена президентом НЛ Джоном Хейдлером, который заявил, что Хорнсби не может выступать за «Джайентс» пока владеет акциями «Кардиналс». Хорнсби запросил по 105 долларов за акцию, но Бридон отказался платить такую цену. В итоге, в начале 1927 года Хорнсби всё же продал свои акции по 105 долларов и официально стал игроком «Джайентс».

### Нью-Йорк Джайентс
В новой команде Хорнсби провёл ещё один хороший сезон — его средний процент отбивания составил 36,1 %, он стал лидером лиги по пробежкам (86) и процентам попадания на базу (44,8 %). Часть сезона он был играющим менеджером «Джайентс», а также был менеджером Джона Макгро. Благодаря Хорнсби «Джайентс» смогли одержать 96 побед в сезоне, проиграв в 62 матчах, и занять третье место в НЛ. Однако его проблемы с азартными играми на ипподроме и плохое отношение с менеджерами команды раздражали владельца «Джайентс» Чарльза Стоунхема и в межсезонье он был обменян в «Бостон Брэйвз» на Джимми Уэлша и Шанти Хогана.

### Бостон Брэйвз

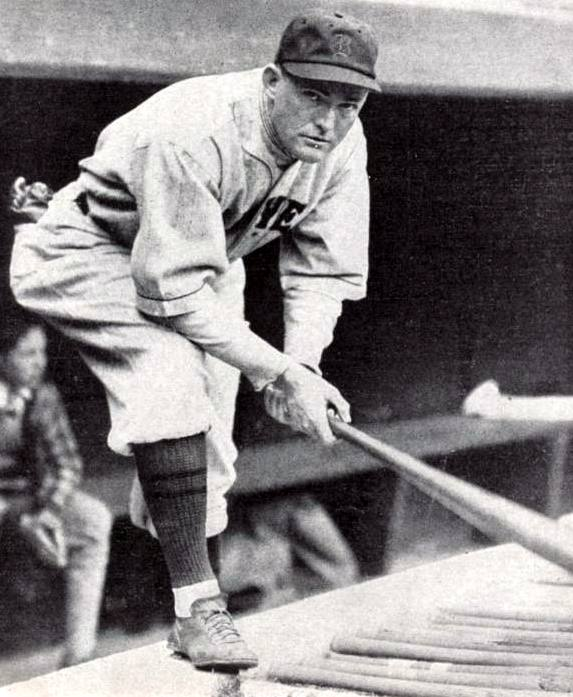
Роджерс Хорнсби в составе «Бостон Брэйвз»

В 1928 году Хорнсби в составе «Брэйвз» вновь стал одним из лучших отбивающих; он в седьмой раз стал лидером лиги по среднему проценту реализации выходов на биту (38,7 %), а также был лидером лиги по процентам попадания на базу (49,8 %), процентам сильных ударов (63,2 %) и пробежкам (107). В середине сезона, после увольнения менеджера команды Джека Слаттери, он занимал этот пост месяц. Однако «Брэйвз» проиграли в сезоне 103 матча и заняли седьмое место в НЛ. К тому же команда испытывала большие финансовые трудности, поэтому, когда «Чикаго Кабс» предложили за Хорнсби 200 000 долларов и пять игроков, руководство клуба согласилось на эту сделку.

### Чикаго Кабс
В 1929 году Хорнсби установил рекорд «Кабс» по среднему проценту отбивания (38,0 %), сделал 39 хоум-ранов, а также опять стал лидером лиги по проценту сильных ударов (67,9 %) и набранным очкам (156). За свои достижения он был назван самым ценным игроком НЛ. В Мировой серии 1929 года Хорнсби отбивал в 23,8 % выходах на биту и сделал один RBI. Он также установил рекорд Мировых серий по страйкаутам — 8. Несмотря на его успешную игру, «Кабс» проиграли в Мировой серии 1929 года «Филадельфии Атлетикс» в пяти играх.
В сезоне 1930 года, после двух месяцев начала чемпионата, в игре против «Кардиналс» во время бега на третью базу он сломал лодыжку и был вынужден пропустить несколько месяцев. Его возвращение состоялось 19 августа и до конца сезона он в основном выходил как выходящий на замену отбивающий. Когда до конца сезона оставалось всего четыре игры, руководство «Кабс» уволило менеджера команды Джо Маккарти и назначило на этот пост Хорнсби. Сезон Роджерс закончил со средним процентом отбивания 30,8 и двумя хоум-ранами.
24 апреля 1931 года Хорнсби выбил три хоум-рана и сделал 8 RBI в игре против «Питтсбург Пайрэтс», а его команда победила со счётом 10:6. Роджерс сыграл в 44 из 48 первых игр сезона, но, из-за не очень хороших показателей, остаток сезона он проводил на поле всего половину от своего обычного времени. В 100 играх он сделал 90 RBI, 37 даблов, а его процент отбивания составил 33,1 %. Он в девятый раз стал лидером лиги по проценту попадания на базу (42,1 %). «Кабс» завершили сезон с результатом 84-70, отстав от чемпиона НЛ на 17 побед.
Сезон 1931 года стал последим сезоном Хорнсби в качестве игрока на постоянной основе. Начало сезона 1932 года Роджерс пропустил из-за нарывов на ногах и свою первую игру провёл только 29 мая. С 29 мая по 10 июня он выходил на позиции правого филдера, отыграл две игры как заменяющий отбивающий, с 14 по 18 июля он играл на позиции игрока третьей базы, а последнюю игру за «Кабс» отыграл как заменяющий отбивающий.
Президент клуба Уилльям Вик старший был недоволен как Хорнсби руководил командой — Роджерс установил строгие правила в клубе и Вик думал, что его управление плохо сказывается на боевом духе «Кабс». Вик верил, что Хорнсби сломал главное правило бейсбола в одном конкретном инциденте - Хорнсби не согласился с решением судьи и, вместо того, чтобы выполнить часть своей работы — самому оспорить решение судьи, Роджерс послал другого игрока спорить с арбитром. Этот привело к тому, что игрок был изгнан из игры. 2 августа, несмотря на то, что «Кабс» занимали второе место, Роджерс был уволен, а его место занял Чарли Гримм. В сезоне Хорнсби сыграл 19 игр, отбивая в 22,4 % выходах на биту, сделал один хоум-ран и семь RBI. Хотя «Кабс» вышли в Мировую серию 1932 года, игроки команды проголосовали за то, чтобы не давать Хорнсби ни копейки из денег, полученных за выход в финал чемпионата.

### Сент-Луис Кардиналс и Браунс
Хорнсби не принимал участие в матчах до конца сезона 1932 года, а 24 октября 1932 года подписал контракт с «Кардиналс». С 25 апреля по 5 мая он регулярно играл на позиции игрока второй базы, но в основном выходил на поле как заменяющий отбивающий. В июле Хорнсби отбивал в 32,5 % выходах на биту, сделал два хоум-рана и 21 RBI, а 22 июля он сделал последний хит в своей карьере в НЛ. Несмотря на его успешную игру, «Кардиналс» разорвали с ним контракт.
26 июля Хорнсби стал играющим менеджером «Сент-Луис Браунс» из Американской лиги, сменив на этом посту ушедшего в отставку Билла Киллефера. За «Браунс» Хорнсби отыграл 11 игр, сделав три хита, включая один хоум-ран. «Браунс» же сезон закончили на последнем месте в АЛ. В этом же году Хорнсби организовал бейсбольную школу в Хот Спрингс (штат Техас), которой он руководил с 1933 по 1951 год.

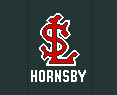
За Хорнсби был закреплён номер в «Сент-Луис Кардиналс»

В 1934 году Хорнсби вышел в стартовом составе всего в двух играх сезона: в одной на позиции игрока третьей базы, а в одной на позиции правого филдера. В других матчах он выходил как заменяющий отбивающий. В сезоне его средний процент отбивания составил 30,4 %, он сделал один хоум-ран и 11 RBI. «Браунс» же улучшили свои показатели по сравнение с предыдущим сезоном, заняв шестое место в АЛ. В 1935 году Хорнсби сыграл в 10 играх, из которых в 4 вышел в стартовом составе. Он выходил на поле как на позиции игрока первой, так и третьей базы. В сезоне 1936 года Роджерс отыграл всего две игры. В одной из них, 31 мая против «Детройт Тайгерс», его хит стал победным для «Браунс». Во втором матче он играл на позиции игрока первой базы, а его команда вновь одержала победу, в этот раз над «Нью-Йорк Янкис».
В 1937 году Хорнсби стал чаще появляться на поле, сыграв 20 матчей в сезоне. 21 апреля в игре против «Чикаго Уайт Сокс» Хорнсби сделал последний хоум-ран в своей карьере. 5 июля в игре против «Кливленд Индианс» он совершил свой последний хит в МЛБ, а 20 июля он в последний раз вышел на поле. Уже на следующий день он был уволен и как менеджер, и как игрок. Частично это увольнение было связано с инцидентом, произошедшим незадолго до этого между ним и владельцем «Браунс» Дональдом Барнсом. 15 июля Хорнсби выиграл 35 000 долларов на скачках и попытался ими погасить свой долг Барнсу, но тот отказался их брать, так как они были получены от букмекера. На что Хорнсби ответил: «Эти деньги также хороши, как и деньги, которые вы получаете от ростовщичества. Это лучше, чем получать проценты от вдов и сирот…». Таким образом увольнение Хорнсби стало лёгким решением для Барнса. На момент увольнения, Роджерс Хорнсби был самым возрастным игроком в АЛ.

### Завершение профессиональной карьеры
После увольнения Хорнсби не смог себе позволить завершить профессиональную карьеру, так как из-за игровой зависимости у него накопилось большое количество долгов . В 1938 году он стал играющим тренером команды «Балтимор Ориолс» из Международной лиги, а позже стал играющим тренером «Чаттануга Лукаутс» из Южной ассоциации. В 1939 году он вернулся в «Ориолс», став менеджером клуба на один сезон. В середине 1940 года он стал менеджером клуба «Оклахома-Сити Индианс» из Техасской лиги, которой помог подняться с последнего места и выйти в плей-офф, где команда проиграла «Хьюстон Баффалоес» в четырёх играх. В 1941 году он продолжил исполнять обязанности менеджера клуба, но в середине сезона покинул свой пост. В ноябре Хорнсби стал генеральным менеджером «Форт-Уэрт Кэтс» из Техасской лиги. Под его руководством команда завершила регулярный чемпионат на третьем месте и вышла в плей-офф, где проиграла в первом раунде клубу «Шривпорт Спортс».
В 1943 году ему не поступило ни одного предложения и он продолжил свою карьеру только в 1944 году, став играющим менеджером «Веракрус Блюз» из Ла Лига Мексикана. Из клуба он ушёл после второй игры мартовской серии, в которой выбил победный грэнд-слэм. Это увольнение было связано с тем, что владелец команды Хорхе Паскуэль был недоволен тем, что из-за этой победы люди не придут на стадион на третью игру. После увольнения он некоторое время работал радиокомментатором на WTMV, работал в «Кливленд Индианс» в 1947 году на весенних тренировках и был телекомментатором на играх «Чикаго Кабс» в 1949 году.
В 1950 году он стал менеджером клуба «Бьюмонт Рафнекс» из Техасской лиги, которому помог выйти в плей-офф, где команда проиграла «Сан-Антонио Миссионс». В следующем году он был менеджером «Сиэтл Рэйнерс» из Лиги тихоокеанского побережья и завоевал вместе с ним чемпионский титул.
В 1952 году Хорнсби вновь стал менеджером «Сент-Луис Браунс». Эта работала позволила ему вернутся в высшую лигу впервые за последние 16 лет. В то время владельцем команды был Билл Вик — сын бывшего владельца и генерального менеджера «Кабс» Уилльяма Вика старшего. В «Браунс» Хорнсби проработал до 9 июня, когда был уволен из-за разногласий с Виком об инциденте, произошедшем за день до этого в игре против «Янкис». Во время игры болельщик помешал игроку «Янкис» Гилу Макдугладу поймать флай-болл и судья объявил о помехе. Хорнсби не стал спорить с ним, но через несколько минут Вик потребовал у него вмешаться в происходящее (хотя уже было слишком поздно предпринимать что-либо). Игроки «Браунс» были так рады увольнению Хорнсби, что подарили Вику метровую статуэтку с благодарственной надписью.
Спустя месяц, 26 июля, Хорнсби заключил контракт с «Цинциннати Редс», заменив на посту менеджера Люка Севелла. За два года под его руководством команда показывала посредственные результаты и руководство клуба объявило, что не продлит его контракт в 1954 году. Таким образом Хорнсби закончил свою карьеру менеджера МЛБ, одержав 701 победу и потерпев 812 поражений. После увольнения он работал тренером «Чикаго Кабс» с 1958 по 1960 год, а позже работал скаутом и тренером игроков третьей базы в «Нью-Йорк Метс» в 1962 году.

## Наследие
Бейсбольные эксперты и спортивные журналисты считают Хорнсби одним из лучших отбивающих всех времён. Его средняя реализация выходов на биту составляет 35,8 % и по этому показателю он уступает лишь Таю Коббу, который реализовывал 36,7 % выходов на биту. Он семь раз становился лидером МЛБ отбиванию и девять раз лидером Национальной лиги по проценту сильных ударов, что до сих пор является рекордом лиги. В 1920-х годах он был лидером Национальной лиги по хоум-ранам, набранным очкам и проценту реализации выходов на биту, что делает его одним из четырёх игроков в истории бейсбола (вместе с Хонусом Вагнером, Тедом Уилльямсом и Альбертом Пухольсом), завоевывавших тройную корону десятилетия. За свою карьеру он выбил 301 хоум-ран, став первым игроком в истории Национальной лиги, превысившим отметку 300 хоум-ранов. Его 264 хоум-рана, которые он выбил играя на позиции игрока второй базы, являлись рекордом МЛБ до 1984 года, когда его достижение превзошёл Джо Морган. Хорнсби хорошо отбивал как в домашних матчах, так и на выезде. Тед Уилльямс считал его величайшим отбивающим за его силу и процент отбивания, а Френки Фриш описал его как «единственный парень, которого я знал, который мог бы выбивать 35 % в темноте». Хорнсби также занимает второе место в неофициальном списке МЛБ по количеству игр, в которых игрок выбил два или более хита — 13 игр, уступая лишь Каунту Кэмпау. По мнению Los Angeles Times он является величайшим праворуким отбивающим в истории бейсбола. Он был лидером Национальной лиги по средней реализации выходов на биту, проценту попадания на первую базу, проценту сильных ударов и количеству с 1920 по 1925 год . Он является одним из двух игроков в истории (второй Тед Уилльямс), завоевавших Тройную корону отбивающего более одного раза, причём в обоих случаях Хорнсби выбивал с процентом более 40 %.
Роджерс Хорнсби обладал таким авторитетом и его так уважали, что однажды, когда новичок пожаловался судье Биллу Клему, что бросил страйк, Клем ему ответил: «Сынок, когда ты бросишь страйк мистер Хорнсби даст тебе знать».
Хорнсби был также знаменит своей скоростью и в свои лучшие годы считался одним из самых быстрых игроков Национальной лиги. Он не часто пытался украсть базу, однако использовал свою скорость, чтобы добежать как можно дальше. Между 1916 и 1927 годом Хорнсби выбил 30 инсайд-парк хоум-ранов, а также был лидером лиги по количеству триплов в 1917 (17), 1931 (18) и 1920 (20) годах.
Однако у Хорнсби был тяжёлый характер и другим игрокам часто было трудно ладить с ним, что являлось одной из причин того, что он так часто переходил из одной команды в другую. Чаще всего ему приходилось менять команду после ссор с руководством клуба. Большинство игроков, у которых Хорнсби был менеджером, не любили Роджерса из-за его требований следовать его образу жизни, хотя некоторые (например, Вуди Инглиш и Клинт Кортни) соглашались на это. Хорнсби никогда не играл в карты, но часто делал ставки на скачки, чаще проигрывая, чем выигрывая. Его страсть к азартным играм часто была одним из факторов в увольнении из команд. По мнению большинства современников, он был неприятным человеком, как Кобб, который был известен в своё время своим агрессивным отношением и грязной игрой. Он никогда не ходил в кино, так как был убежден, что это нанесет ущерб его зрению, и никогда не курил и не пил.
В 1942 году Хорнсби был выбран в Национальный бейсбольный Зал славы. В 1999 году журнал Sporting News поставил его на девятое место в списке величайших бейсболистов. Позже в этом году он был включён в сборную столетия Главной лиги бейсбола. В 2001 году Билл Джеймс поставил его на 22 место в списке величайших игроков в истории бейсбола, а также на третье место среди игроков второй базы, однако отметил о его непопулярности и сложном характере. В 2013 году Хорнсби стал обладателем звезды на Аллеи славы Сент-Луиса.

## Личная жизнь
23 сентября 1918 года Хорнсби женился на Саре Элизабет Мартин, с которой он познакомился в Филадельфии ещё будучи игроком «Денисон Рейлроадс». 15 ноября 1920 года у пары родился сын. В 1922 году Роджерс начал встречаться с Джанет Пеннингтон Хайн, которая была замужем за продавцом автомобилей Джоном Хайном. 12 июня 1923 года Хорнсби развёлся с Сарой и 28 февраля 1924 года женился на Джанет, которая также развелась со своим мужем. В результате развода Сара стала опекуном их сына Роджерса-младшего.
2 июня 1925 года у Хорнсби и Джанет родился сын Билли, который впоследствии выступал несколько лет в низших лигах, но так никогда и не достиг уровня МЛБ. В декабре 1944 года Роджерс и Джанет стали жить раздельно, а в 1945 году он стал встречаться с Бернадетт Харрис, которую он называл своим «личным хорошим другом и секретарём». С ней он прожил с 1948 года по 7 сентября 1953 года, когда Харрис совершила самоубийство, спрыгнув с третьего этажа. После смерти Джанет 1 июня 1956 года, Хорнсби 27 сентября 1957 года женился на Мэйджори Бернис Фредерик Портер, с которой он прожил до самой своей смерти в 1963 году.
Роджерс Хорнсби умер в 1963 году от сердечного приступа. Он был похоронен на семейном кладбище в Хорнсби Бенд (штат Техас).